# Бассиньяк
Бассинья́к (фр. Bassignac, окс. Bassinhac) — коммуна во Франции, находится в регионе Овернь. Департамент — Канталь. Входит в состав кантона Сень. Округ коммуны — Морьяк.
Код INSEE коммуны — 15019.
Коммуна расположена приблизительно в 400 км к югу от Парижа, в 75 км юго-западнее Клермон-Феррана, в 45 км к северу от Орийака.

## Население
Население коммуны на 2008 год составляло 226 человек.
| 1962 | 1968 | 1975 | 1982 | 1990 | 1999 | 2008 |
| ---- | ---- | ---- | ---- | ---- | ---- | ---- |
| 194  | 276  | 223  | 209  | 208  | 230  | 226  |

## Экономика
В 2007 году среди 150 человек в трудоспособном возрасте (15—64 лет) 108 были экономически активными, 42 — неактивными (показатель активности — 72,0 %, в 1999 году было 64,5 %). Из 108 активных работали 103 человека (62 мужчины и 41 женщина), безработных было 5 (3 мужчин и 2 женщины). Среди 42 неактивных 9 человек были учениками или студентами, 16 — пенсионерами, 17 были неактивными по другим причинам.

## Достопримечательности
- Виадук Ла-Сюмен (также известен под названием Меалле, 1893 год). Памятник истории с 2006 года[3]
- Церковь Ванде (XI—XII века). Памятник истории с 1972 года[4]